# Арсие
Арсиѐ (на италиански и на венециански: Arsié) е село и община в Северна Италия, провинция Белуно, регион Венето. Разположено е на 314 m надморска височина. Населението на общината е 2380 души (към 2014 г.).